# Seznam vrst števil
Seznam vrst števil vsebuje pregled števil, ki so razvrščena v skladu z njihovimi lastnostmi.

## Glavne vrste
naravna številaso tista, ki jih uporabljamo za štetje {1, 2, 3, ….}, včasih vključimo tudi ničlo (0)
cela številaso pozitivna in negativna števila, ki jih uporabljamo za štetje, tudi ničla
racionalna številaso števila, ki jih lahko prikažemo kot ulomke
realna številaso števila, ki jih lahko prikažemo kot  limito racionalnih števil, vsakemu realnemu številu pripada točka na številski premici :
iracionalna številaso  realna števila, ki niso racionalna ali transcendentna

## Po prikazu števila
desetiškaštevila prikazana v Hindujsko-arabskem številskem sistemu na osnovi števila deset
dvojiški sistemje številski sistem, ki je osnovan na bazi dva, ta sistem se uporablja v računalnikih
rimske številkeštevilski sistem, ki so ga uporabljali v antičnem Rimu

## Predznačena števila
pozitivna številaso realna števila, ki so večja od nič
negativna številaso realna števila, ki so manjša od nič
nenegativna številaso realna števila, ki so večja ali enaka nič, to pa pomeni, da so nenegativna števila nič ali pa so pozitivna
nepozitivna številaso realna števila, ki so manjša ali enaka nič, to pa pomeni, da so nenegativna števila nič ali pa so negativna

## Vrste celih števil
soda in liha številaštevila so soda, če so mnogokratniki vrednosti dva, v vseh ostalih primerih pa so liha
praštevilaso števila, ki imajo samo dva pozitivna delitelja
sestavljeno številoje tisto, ki ga lahko pišemo kot produkt manjših celih števil
kvadratno številoje tisto, ki ga lahko pišemo kot kvadrat celega števila
Znanih je še nekaj zaporedij celoštevilskih zaporedij. Med njimi je Fibonacijevo zaporedje, zaporedje fakultet in zaporedje popolnih števil

## Algebrska števila
algebrska številaje vsako število, ki je ničla funkcije neničelnega polinoma z racionalnimi koeficienti
transcendentna številaje poljubno realno ali kompleksno število, ki ni algebrsko (izjemi sta e in π)
kvadratno iracionalno številoje algebrsko število, ki je ničla kvadratne enačbe, takšna števila lahko izrazimo kot vsoto racionalnega števila in kvadratnega korena racionalnega števila
konstruktibilna številaso števila, ki predstavljajo dolžino, ki jo lahko konstruiramo samo s pomočjo ravnila in šestila, to je podmnožica algebrskih števil
algebrska cela številaso algebrska števila, ki so ničle moničnih polinomov s celimi koeficienti

## Nestandardna števila
transfinitna številaso števila, ki so večja kot katerokoli naravno število
ordinalna številaso neskončna števila, ki se uporabljajo za opis vrste urejenosti dobro urejenih množic, vključujejo kardinalna števila, ki se uporabljajo za opis kardinalnosti množic
infinitezimaleso obratne vrednosti neskončnih števil, ta števila so manjša od kateregakoli pozitivnega realnega števila vendar so večja od nič
hiperrealna številase uporabljajo v nestandardni analizi, števila vključujejo neskončna in infinitezimalna števila, ki pa posedujejo nekatere lastnosti realnih števil
surrealna številapredstavljajo številski sistem, ki vključuje hiperrealna in ordinalna števila, surrealna števila predstavljajo največji možni urejeni obseg

## Izračunljivost in definiranost
izračunljivo številoje tisto realno število, ki je takšno, da se lahko izračuna s pomočjo algoritma
definirano številoje realno število, ki ga lahko definiramo z uporabo logike prve stopnje z eno spremenljivko in z jezikom teorije množic